# Mons La Hire
Mons La Hire – samotna góra księżycowa, w zachodniej części Mare Imbrium (Morza Deszczów). Leży na północny wschód od krateru Euler, a na zachód-północny zachód od krateru Lambert.
Jej podstawa w przybliżeniu ma kształt grotu strzały, skierowanej na zachód-północny zachód; ma maksymalną średnicę 25 km. Góra wznosi się 1,5 km ponad powierzchnię, a jej nazwa upamiętnia francuskiego matematyka i astronoma Philippe'a de La Hire'a.

## Pobliskie kratery
Kilka niewielkich kraterów w pobliżu góry zostało nazwanych przez MUA. Są one wymienione poniżej. Felix i Verne leżą na południu, natomiast pozostałe są skupione na północy i północnym wschodzie.
| Krater   | Współrzędne      | Średnica | Pochodzenie nazwy       |
| -------- | ---------------- | -------- | ----------------------- |
| Annegrit | 29,4° N, 25,6° W | 1 km     | niemieckie imię żeńskie |
| Charles  | 29,9° N, 26,4° W | 1 km     | francuskie imię męskie  |
| Felix    | 25,1° N, 25,4° W | 1 km     | łacińskie imię męskie   |
| Mavis    | 29,8° N, 26,4° W | 1 km     | szkockie imię żeńskie   |
| Verne    | 24,9° N, 25,3° W | 2 km     | łacińskie imię męskie   |

## Kratery satelickie
Standardowo formacje te na mapach księżycowych oznacza się przez umieszczenie litery po tej stronie centralnego punktu krateru, która jest bliższa Mons La Hire.
| La Hire | Szerokość | Długość | Średnica |
| ------- | --------- | ------- | -------- |
| A       | 28,5° N   | 23,4° W | 5 km     |
| B       | 27,7° N   | 23,0° W | 4 km     |